# Mellanöra

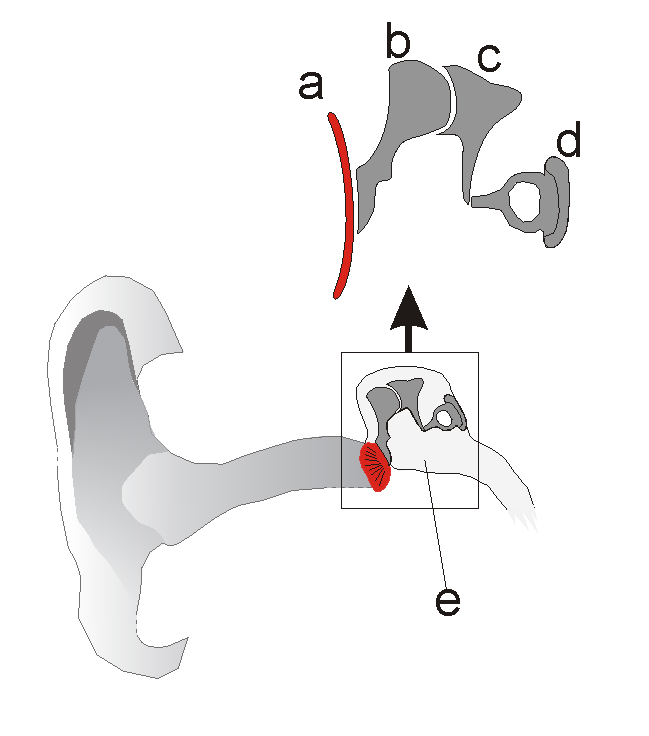
Mellanörat: a) trumhinna, b) hammaren, c) städet och d) stigbygeln och ovala fönstret.

Mellanörat (lat.: auris media) är ett rum mellan ytterörat och innerörat. Mellanörat är beläget i pars petrosa temporale och står i förbindelse med nasofarynx via örontrumpeten. I mellanörat finns örontrumpeten och hörselbenskedjan. Hörselbenskedjan består av hammaren, städet och stigbygeln (malleus, incus och stapes). Hammaren är fäst vid trumhinnan, och stigbygeln är inpassad i en öppning i mellanörats inre vägg, ovala fönstret. Ljudet leds från hörselgången via trumhinnan, hörselbenskedjan och ovala fönstret till innerörat med hjälp av stigbygeln. Genom att ovala fönstret är mindre än trumhinnan, förstärks ljudet (ca 22 gånger) när ljudet går genom hörselbenskedjan.
Till mellanörat hör också luftcellerna i vårtutskottet, ett benutskott bakom ytterörat.